# 박진 (정치인)
박진(朴振, CBE, 1956년 9월 16일~)은 대한민국의 외교관, 정치인이다. 제40대 외교부 장관이다. 제16·17·18·21대 국회의원을 지냈다.

## 학력
- 경기고등학교 졸업
- 서울대학교 법학 학사
- 서울대학교 대학원 법학 석사
- 하버드 케네디 스쿨 행정대학원 행정학 석사
- 옥스퍼드 대학교 대학원 정치학 박사
- 뉴욕 대학교 로스쿨 법학 LL.M.

## 경력
- 1977년 8월: 제11회 외무고시 합격
- 1978년: 외무부 사무관
- 1987년~1989년: 일본 도쿄대학 외국인연구생
- 1989년~1990년: 킹스 칼리지 런던 연구원
- 1990년~1993년: 뉴캐슬 대학교 정치학과 조교수
- 1993년 5월~1994년 1월: 대통령비서실 홍보2비서관
- 1993년 7월~1998년 2월: 김영삼 대통령 통역관
- 1994년 1월~1996년 7월: 대통령비서실 해외공보비서관
- 1996년 7월~1998년 2월: 대통령비서실 정무비서관
- 1998년 10월: 김앤장 법률사무소 고문
- 2001년 8월: 한나라당 이회창 총재 특별보좌역
- 2002년 8월 8일: 2002년 상반기 재보궐선거(서울 종로구, 한나라당, 초선)
- 2002년 8월 8일~2004년 5월 29일: 제16대 국회의원(서울 종로구, 한나라당, 초선)
  - 2002.08. ~ 2004. 05. 제16대 국회 후반기 과학기술정보통신위원회 위원
- 2002년~2004년: 한나라당 서울특별시 지부 종로구 지구당위원장
- 2003년 7월~2004년 3월: 한나라당 대변인
- 2004년 4월 15일: 대한민국 제17대 국회의원 선거 당선(서울 종로구, 한나라당, 재선)
- 2004년 5월 30일~2008년 5월 29일: 제17대 국회의원(서울 종로구, 한나라당, 재선)
  - 2004. 06.~2006. 05. 제17대 국회 전반기 국방위원회 간사
  - 2005. 06.~2006. 05. 제17대 국회 전반기 중국의 고구려사왜곡대책특별위원회 위원
  - 2006. 06.~2008. 05. 제17대 국회 후반기 통일외교통상위원회 위원
  - 2006. 06.~2008. 05. 제17대 국회 후반기 정보위원회 위원
- 2004년 5월~2012년 2월: 한나라당 서울특별시당 종로구 당원협의회 위원장
- 2004년 6월: 대한장애인농구협회 회장
- 2004년 7월~2005년 2월: 한나라당 국제위원회 위원장
- 2004년: 한영협회 회장
- 2004년 9월: 국제민주연합 부의장
- 2004년: 사단법인 한미협회 회장
- 2006년: 한나라당 서울특별시당 위원장
- 2007년 9월~2008년 6월: 한나라당 국제위원회 위원장
- 2007년 12월~2008년 2월: 제17대 대통령직인수위원회 외교통일안보분과위원회 간사 (인수위원)
- 2008년 4월 9일: 대한민국 제18대 국회의원 선거 당선(서울 종로구, 한나라당, 3선)
- 2008년 5월 30일~2012년 5월 29일: 제18대 국회의원(서울 종로구, 한나라당→새누리당, 3선)
  - 2008. 06.~2010. 05. 제18대 국회 전반기 통일외교통상위원회 위원장
  - 2010. 06.~2012. 05. 제18대 국회 후반기 지식경제위원회 위원
- 2012년 2월~2012년 5월: 새누리당 서울특별시당 종로구 당원협의회 위원장
- 2015년: 아시아미래연구원 이사장
- 2015년 12월~2016년 3월: 대한민국 제20대 국회의원 선거 서울 종로구 새누리당 국회의원 예비후보
- 2017년~2020년 : 사단법인 한미협회 회장
- 2017년 1월~: 재단법인 한미동맹재단 고문
- 2020년 4월 15일: 대한민국 제21대 국회의원 선거 당선(서울 강남구 을, 미래통합당, 4선)
- 2020년 5월~2024년 5월: 제21대 국회의원(서울 강남구 을, 미래통합당→국민의힘, 4선)
  - 2020. 06.~2022. 05. 제21대 국회 전반기 외교통일위원회 위원
  - 2021. 08.~2024. 05. 제21대 국회 전·후반기 예산결산특별위원회 위원
- 2020년 6월~2020년 9월: 미래통합당 서울특별시당 강남구 을 당원협의회 위원장
- 2020년 6월: 미래통합당 비상대책위원회 외교안보특별위원회 위원장
- 2020년 7월~2024년 5월: 국회 글로벌외교안보포럼 대표의원
- 2020년 7월~2024년 5월: 국회 미래정책연구회 공동대표의원
- 2020년 7월~2024년 5월: 국회 세계한인경제포럼 구성의원
- 2020년 11월~2022년 12월: 한-미 의회외교포럼 공동회장
- 2020년 9월~2024년 1월: 국민의힘 서울특별시당 강남구 을 당원협의회 위원장
- 2020년 9월~2021년 6월: 국민의힘 비상대책위원회 외교안보특별위원회 위원장
- 2020년 10월: 국민의힘 약자와의동행위원회 국민동행 분과위원
- 2021년 3월~2021년 4월: 2021년 재보궐선거 국민의힘 중앙선거대책위원회 서울동행위원회 공동부위원장
- 2021년 3월~2021년 4월: 2021년 재보궐선거 국민의힘 오세훈 서울특별시장 후보 선거대책위원회 공동선대위원장
- 2021년 7월~2022년 5월: 국민의힘 서울특별시당 자문위원회 위원장
- 2021년 10월~2021년 11월: 제20대 대통령 선거 국민의힘 윤석열 대통령 경선후보 국민캠프 공동선거책위원장
- 2021년 12월~2022년 3월: 제20대 대통령 선거 국민의힘 살리는 선거대책위원회 중앙선거대책위원회 산하 글로벌비전위원회 위원장
- 2021년 12월~2022년 3월: 제20대 대통령 선거 국민의힘 서울을 살리는 선거대책위원회 총괄선거대책위원장
- 2022년 3월~2022년 5월: 제20대 대통령직인수위원회 한미정책협의대표단 단장
- 2022년 5월~2024년 1월: 제40대 외교부 장관
- 2024년 5월~2024년 6월: 국민의힘 서울특별시당 서대문구 을 당원협의회 위원장
- 사단법인 민주화추진협의회 자문위원
- 2025년 1월~: 한국과학기술원 과학기술정책대학원 초빙교수

## 역대 선거 결과
|  | 50.3% |

|  | 42.81% |

|  | 48.43% |

|  | 50.94% |

|  | 42.37% |

## 소속 정당
| 소속 정당 | 소속 정당  | 소속 기간 | 비고      |
| --------- | ---------- | --------- | --------- |
|           | 한나라당   | 1998~2012 | 정계 입문 |
|           | 새누리당   | 2012~2017 | 당명 변경 |
|           | 자유한국당 | 2017~2020 | 당명 변경 |
|           | 미래통합당 | 2020      | 합당      |
|           | 국민의힘   | 2020~현재 | 당명 변경 |

## 가족 관계
- 부인: 풍양 조씨
  - 자녀: 슬하 1남 1녀

## 같이 보기
- 종로구 (1988년 선거구)
- 서울 종로구의 국회의원
- 강남구 을
- 서울 강남구의 국회의원
- 대한민국의 외교부 장관